# Zarzalejo
Zarzalejo è un comune spagnolo di 1 786 abitanti (2021) situato nella comunità autonoma di Madrid.

## Storia

### Simboli
Lo stemma e la bandiera municipale sono stati approvati nel 1988.
Il rovo  (in spagnolo zarza) fa fa riferimento al toponimo che deriva dalla numerosa presenza di queste piante nei dintorni.